# 纳茨伊奇沃国家公园保留地
纳茨伊奇沃国家公园保留地（英語：Naats'ihch'oh National Park Reserve）是一片位于加拿大西北地区的国家公园保留地，建于2012年8月，是所有国家公园里最年轻的一座。纳茨伊奇沃在奇佩延语中意为“像豪猪一样站立”。